# Moises Frumencio da Costa Gomez
Moises Frumencio da Costa Gomez (27 octobre 1907, Willemstad – 22 novembre 1966, Willemstad) est un homme politique curacien, premier Premier ministre des Antilles néerlandaises de 1951 à 1954.

## Biographie
Moises Frumencio da Costa Gomez est né à Otrobanda (nl) le 27 octobre 1907, fils de Pedro da Costa Gomez et de Braulia Bikker. La famille a d'abord vécu à Otrobanda, puis a déménagé à Penstraat. À l'âge de 15 ans, après avoir terminé la Meer uitgebreid lager onderwijs (nl) (Éducation primaire avancée), il part aux Pays-Bas, où il  fréquente le Canisius College (nl) de Nimègue  à partir de 1923. De 1925 à 1929, il étudie le droit à l'université Radboud de Nimègue, puis le jeune juriste travaille comme greffier adjoint à La Haye et comme avocat et procureur à Nimègue. Parallèlement, il  obtient son doctorat à l'université d'Amsterdam le 3 décembre 1935 avec la thèse Het wetgevend orgaan van Curaçao. Samenstelling en bevoegdheid bezien in het kader van de Nederlandse Koloniale politiek. Il est le premier Antillais à plaider dans une thèse en faveur de l'autonomie et du suffrage universel pour le peuple des Antilles néerlandaises. Il part immédiatement après son doctorat avec sa famille pour Curaçao, où ils arrivent le 31 décembre 1935.
À son retour, da Costa Gomez entre au service du gouvernement central et pendant une grande partie de sa carrière, il est greffier à la Cour de justice. En 1936, il participe à la création d'un syndicat des employés du secteur public. En 1937, il devient membre du Parti catholique de Curaçao (pap) (KVP) et le 5 avril 1938, élu au parlement du territoire de Curaçao. En avril 1947, il est désigné par le gouverneur Piet Kasteel (en) comme le premier représentant de Curaçao auprès du gouvernement néerlandais. De 1946 à 1954, il est président de la « Commission d'autonomie » des États des Antilles néerlandaises. À ce titre, il négocie avec le gouvernement néerlandais l'avenir du territoire de Curaçao au sein du royaume des Pays-Bas. Le 18 avril 1947, il arrive aux Pays-Bas comme représentant pour négocier le nouveau statut du territoire de Curaçao. Il démissionne de son poste en 1948, quand le territoire de Curaçao devient les Antilles néerlandaises. Le 19 avril 1948, il fonde le Parti national du peuple (PNP), en se séparant du KVP qu'il estime trop lié à l'Église catholique, et en fait le fer de lance du changement de statut de Curaçao.
Du 10 mai au 14 juillet 1949, il est président du « Collège d'administration générale » ( (nl) : College van Algemeen Bestuur, CAB) puis du 19 avril 1951 au 8 décembre 1954, il est président du premier Conseil de gouvernement ((nl) : Regeringsraad) des Antilles néerlandaises, si bien qu'il est considéré comme le premier Premier ministre des Antilles néerlandaises. Il participe à la rédaction du Statut du royaume des Pays-Bas, mais son parti perd les élections législatives de 1954 (en), et c'est son rival du Parti démocratique, Efraïn Jonckheer qui le signe en tant que premier véritable Premier ministre des Antilles néerlandaises.
Après la défaite du PNP, il reste membre des États des Antilles néerlandaises et même si son parti obtient le plus de voix lors des élections législatives de 1958 (en) et de 1958 (en) et six puis sept élus sur vingt-deux, Moises Frumencio da Costa Gomez reste dans l'opposition. Il meurt soudainement le 22 novembre 1966.

## Distinctions
- Chevalier de l'ordre du Lion néerlandais